# سان‌فلاور، ویچیتا، کانزاس
سان‌فلاور (به انگلیسی: Sunflower) یک منطقهٔ مسکونی در ایالات متحده آمریکا است که در کانزاس واقع شده است. سان‌فلاور ۶٬۶۴۷ نفر جمعیت دارد و ۳۹۷٫۷۷ متر بالاتر از سطح دریا واقع شده است.